# Schizoporella brunnescens
Schizoporella brunnescens är en mossdjursart som beskrevs av Ortmann 1890. Schizoporella brunnescens ingår i släktet Schizoporella och familjen Schizoporellidae. Inga underarter finns listade i Catalogue of Life.